# José Tadeo Monagas (comune)
José Tadeo Monagas è un comune del Venezuela situato nello Stato del Guárico.
Il capoluogo del comune è la città di Altagracia de Orituco.